# Пильтун (река)
Пильту́н — река на острове Сахалин. Протекает по территории Охинского городского округа Сахалинской области.
Впадает в залив Пильтун Охотского моря. Берёт начало севернее горы Оссой. Общая протяжённость реки составляет 77 км. Площадь её водосборного бассейна насчитывает 633 км². Крупные притоки: правый — Путакку (23 км); левые — Сугду (14 км), Когдой (22 км).
Название в переводе с нивхского Пильдтунь — «большой палец».

## Данные водного реестра
По данным государственного водного реестра России относится к Амурскому бассейновому округу.
Код объекта в государственном водном реестре — 20050000212118300000289.